# Jan Stanisław Piegłowski
Jan Stanisław Piegłowski (Pigłowski) herbu Nałęcz – rzekomy chorąży dobrzyński w latach 1668–1674.
Jako poseł województwa krakowskiego na sejm elekcyjny 1674 roku był elektorem Jana III Sobieskiego z województwa krakowskiego.